# Кампанія за незалежну і нейтральну Швейцарію
Кампанія за незалежну та нейтральну Швейцарію (німецька: Aktion für eine unabhängige und neutrale Schweiz або AUNS, французька: Action pour une Suisse indépendante et neutre або ASIN, італійська: Azione per una Svizzera neutrale e indipendente або ASNI), скорочена до AUNS, — політичний рух, організація Швейцарії, яка підтримує незалежність і нейтралітет Швейцарії.

## Історія
AUNS було засновано 19 червня 1986 року з Комітету проти членства в ООН (нім. Aktionskomitee gegen den UNO-Beitritt), невдовзі після того, як референдум про членство в ООН був успішно провалений. Її засновниками були Крістоф Блохер з SVP і Отто Фішер з FDP.
Протягом своєї історії AUNS досяг певних успіхів. Вона успішно протистояла референдумам про скасування армії (1989 і 2001), приєднання до Європейської економічної зони (1992), приєднання до ЄС (2001), а також численні інші референдуми. Крім того, AUNS підтримав імміграційний референдум 2014 року, який був прийнятий невеликою групою.
З іншого боку, його кампанії проти участі Збройних сил Швейцарії в миротворчих місіях ООН (2001), проти спадкоємства Швейцарії в ООН (2002), проти двосторонніх договорів з Європейським Союзом (Bilaterale I (2000), Bilaterale II (2004), директива про право на переїзд (2004), Шенгенська угода (2005)) і проти виплати мільярда швейцарських франків до Фонду згуртованості ЄС (2005) були невдалими.
Станом на 2014 рік AUNS налічувала 30 100 членів, порівняно з 45 000 на кінець 2004 року. З квітня 2014 року президентом AUNS є Лукас Райманн, який змінив Пірміна Швандера.

## Організація
Хоча AUNS описує себе як позапартійну організацію, вона тісно пов'язана зі Швейцарською народною партією (SVP). Його очолював відомий член SVP Крістоф Блохер з 1986 по 2003 рік, і він тісно пов'язаний зі становленням Блохера до домінуючої фігури в політиці Швейцарії та зростанням правого популізму, організованого кампаніями SVP у 1990-х і 2000-х роках.
AUNS має молодіжне крило під назвою «Молодь за незалежну та нейтральну Швейцарію» (JUNS).

## Погляди
Відповідно до веб-сайту AUNS підтримує незалежність, нейтралітет і пряму демократію Швейцарії. AUNS виступає проти членства в ЄС і НАТО, участі військовослужбовців у місіях за кордоном, а також будь-якої втрати суверенітету Швейцарії.
На своєму веб-сайті AUNS явно дистанціюється від расизму, антисемітизму та неонацизму, стверджуючи, що їхня ідеологія є прямою протилежністю націонал-соціалізму, який спрямований на «імперію як диктатуру», тоді як їхній власний ідеал — це «незалежність, нейтралітет і пряма демократія» у Швейцарії.

## Президенти
- Крістоф Блохер (1986—2003)
- Пірмін Швандер (2004—2014)
- Лукас Рейманн (2014–тепер)